# Luis Laorga
Luis Laorga Gutiérrez (Madrid, 5 janvier 1919 - Madrid, 5 novembre 1990) est un architecte espagnol.
Il reçut le Prix national d'architecture avec Francisco Javier Sáenz de Oiza en 1946. Ils travaillèrent ensemble dans divers projets comme la Basilique hispano-américaine de Notre-Dame de la Miséricorde de Madrid construite de 1949 à 1965 ou la restauration du sanctuaire d'Arantzazu en 1950.